# Lac Belétsi
Le lac Belétsi, en grec moderne : Λίμνη Μπελέτσι, est un petit lac artificiel situé à une altitude d'environ 600 mètres sur le versant oriental du Parnès en Attique, Grèce, dans la région d'Agía Triáda, au nord-ouest du pic homonyme. Il est créé aux frais de Geórgios Nástos et Athanásios Pándos, en 1973-1975, à l'époque de la junte et peu après, comme réserve d'eau pour les projets qui étaient alors en cours de construction dans la région et comme futur habitat naturel. En conséquence de sa construction, la route qui reliait Ágios Merkoúrios (el) à Afídnes a été modifiée. Cet ouvrage artificiel retient à la fois l'eau de la source située au nord et l'eau de pluie de la colline sus-jacente, ce qui a entraîné la formation du lac. Le lac a un diamètre maximal d'environ 130 mètres et une profondeur maximale de neuf mètres, tandis que sa superficie totale est de 7 000 m2. 